# Hoodsport (Washington)
 (septembre 2022).
Hoodsport  est une census-designated place américaine de l'État de Washington dans le comté de Mason. 
La population était de 376 habitants en 2010.